# Dub mongolský
Dub mongolský (Quercus mongolica) je opadavý strom až 30 metrů vysoký. Pochází z Asie, kde je v některých oblastech široce rozšířen. V Česku je vzácně pěstován jako parkový strom.

## Charakteristika
Dub mongolský je opadavý strom dorůstající výšky až 30 metrů. Borka je šedá a dlouho hladká. Letorosty jsou purpurově hnědé, lysé, hranaté, s lenticelami. Pupeny jsou protáhle vejcovité, 7 až 10 mm dlouhé. Listy jsou tuhé, obvejčité až úzce obvejčité, se 7 až 19 cm dlouhou a 3 až 11 cm širokou čepelí, na okraji na každé straně se 7 až 10 hrubými tupými (výjimečně zašpičatělými) zuby, na bázi úzce zakulacené až ouškaté, na vrcholu obvykle tupé, řidčeji špičaté. Listy jsou na líci tmavě zelené a lesklé, na rubu světlejší a řídce pýřité až olysalé nebo s chlupy pouze podél žilek. Řapíky jsou jen 2 až 8 mm dlouhé, lysé. Na podzim se listy barví do žlutých odstínů. Žilnatina je tvořena 10 až 18 páry postranních žilek. Samičí květenství jsou 5 až 20 mm dlouhá a tvoří se v úžlabích při vrcholu výmladků. Žaludy jsou po 2 až 6, úzce vejcovité, vejcovité až vejcovitě eliptické, 2 až 2,4 cm dlouhé a 1,3 až 1,8 cm široké, do 1/2 až 1/3 kryté polokulovitou šedavě chlupatou tlustou číškou s krátce třásnitými šupinami.

## Rozšíření
Dub mongolský je rozšířen v severní Číně, Japonsku, Mongolsku, východní Sibiři, Dálném východě a Kurilských ostrovech. Je to široce rozšířený a variabilní druh, rostoucí zejména ve smíšených lesích v nadmořských výškách 200 až 2500 metrů. Preferuje kyselé půdy a často roste na suchých výslunných svazích.

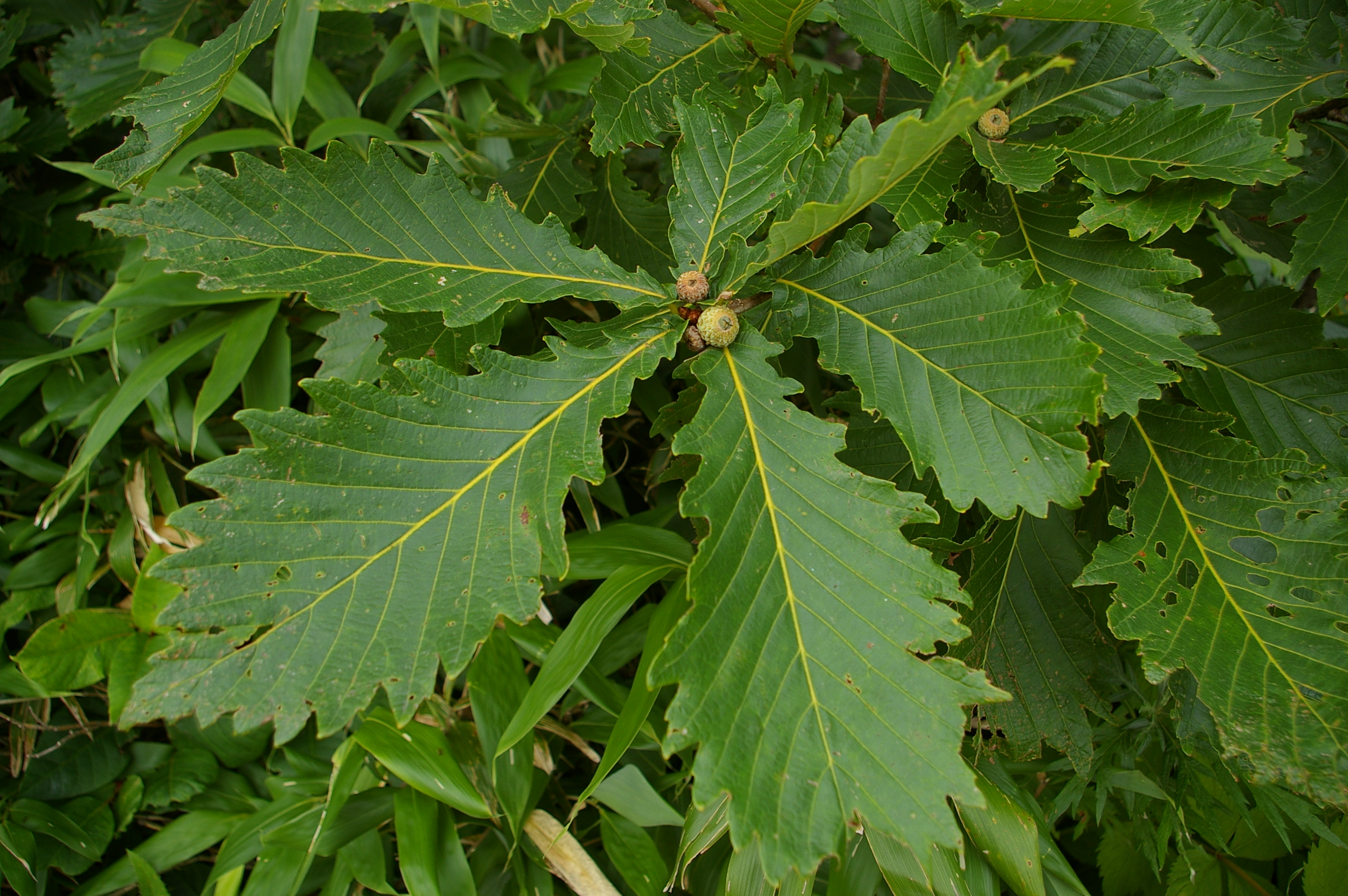
Dub mongolský
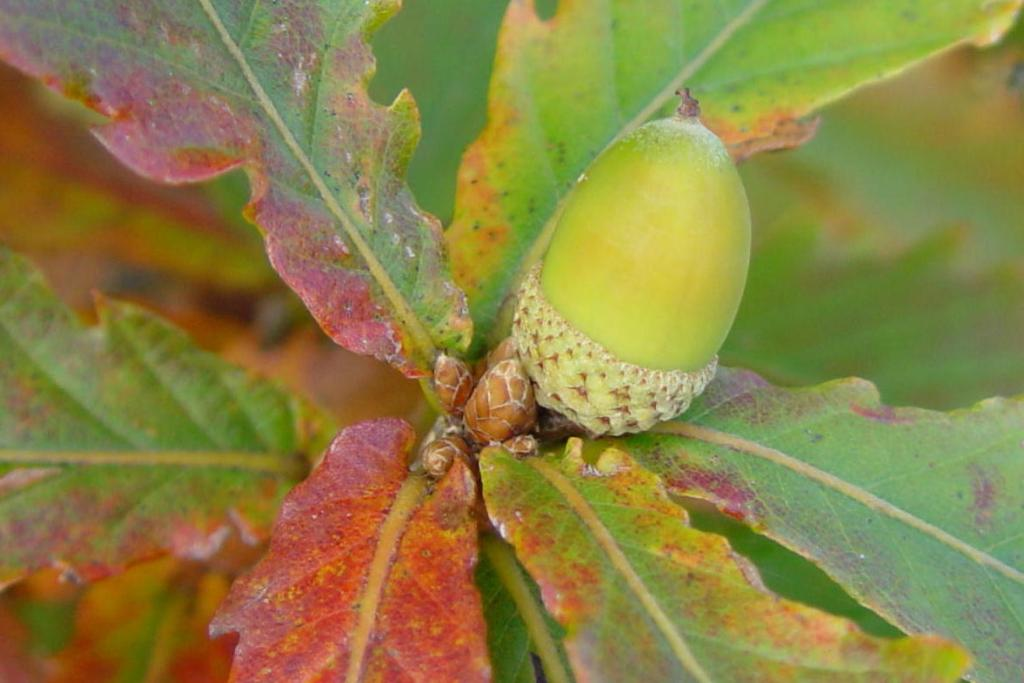
Dozrávající žalud dubu mongolského
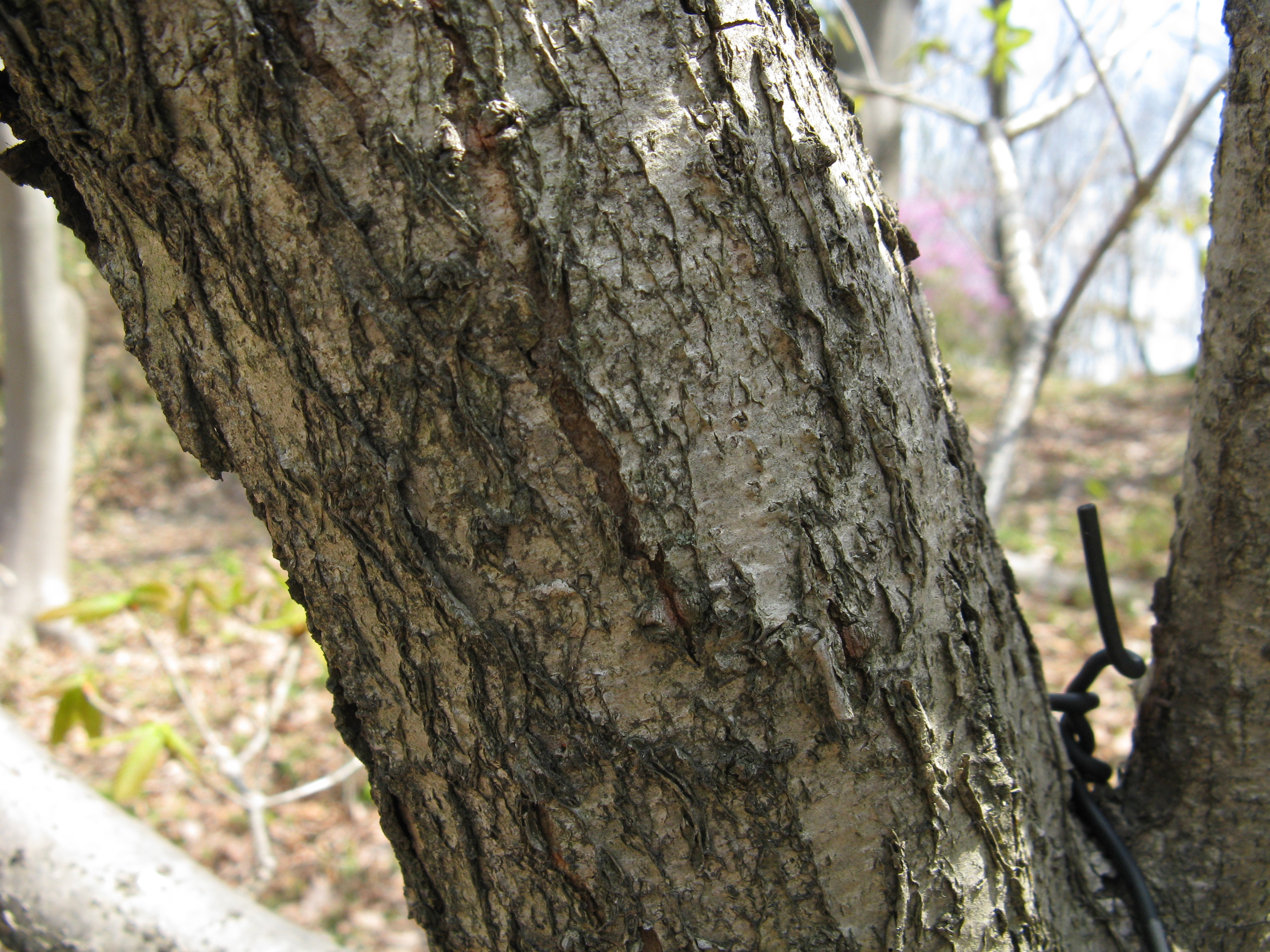
Detail borky dubu mongolského
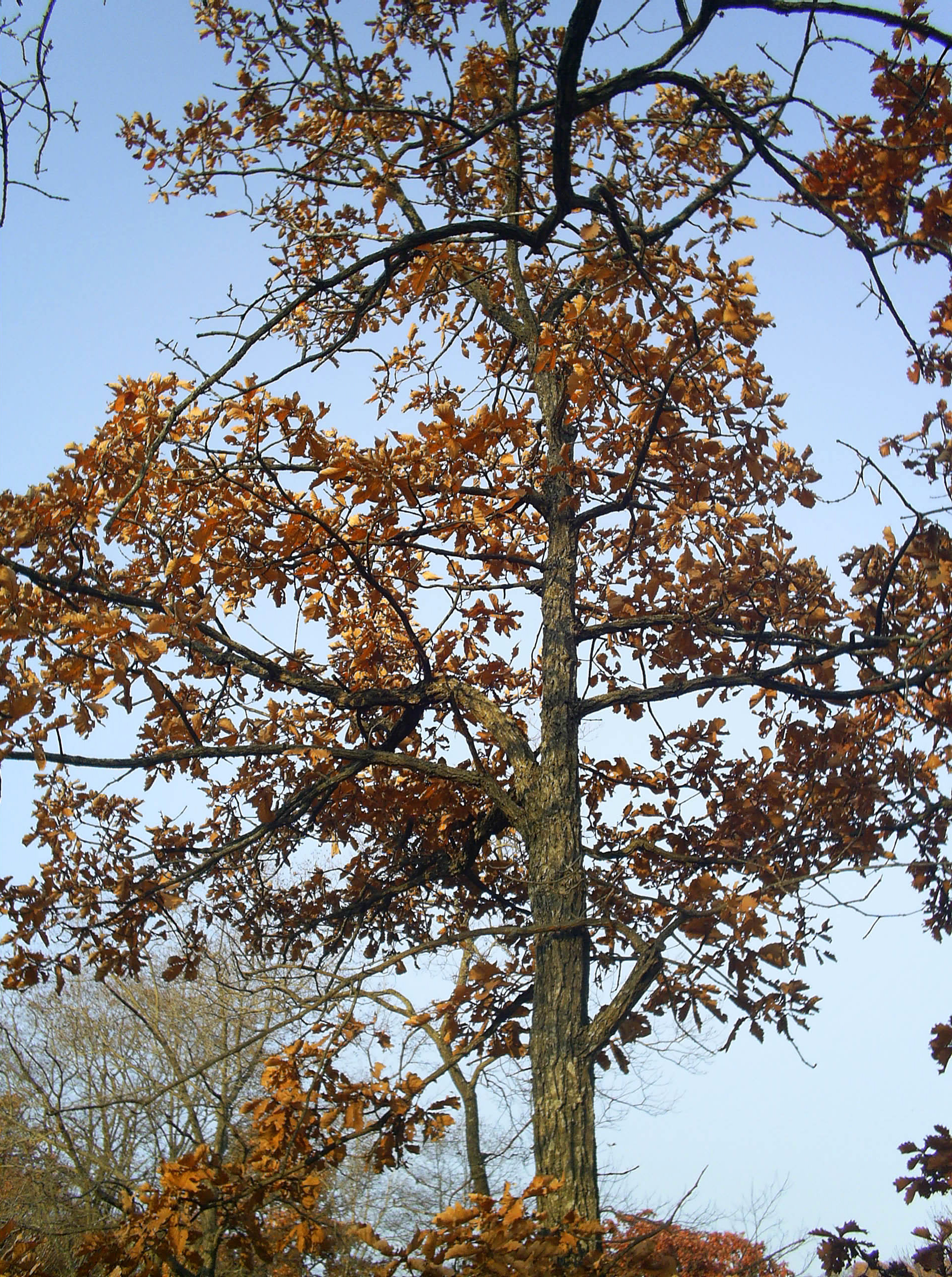
Dub mongolský na podzim

## Význam
Dub mongolský je v Česku celkem vzácně pěstován jako parková a sbírková dřevina. Je uváděn v několika exemplářích z Průhonického parku. Do Evropy byl zaveden v roce 1879.